# Eburia bonairensis
Eburia bonairensis là một loài bọ cánh cứng trong họ Cerambycidae.